# Lijst van algemene stakingen in België

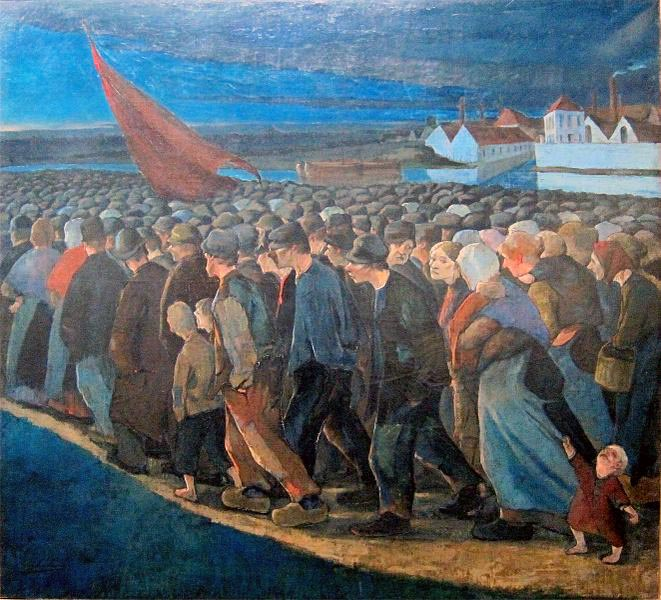
Een stakingsavond, van Eugène Laermans

Sinds 1886 hebben er zich meerdere Algemene stakingen in België voorgedaan. Sinds 1893 is dit georganiseerd gebeurd.

## Aanloop
Sinds het ontstaan van vakbonden geldt de werkstaking als een belangrijk strijd- en pressiemiddel voor het afdwingen van sociale verbeteringen ten behoeve van werknemers (in het Belgisch burgerlijk recht arbeiders en bedienden). Aanvankelijk was dit meestal na een specifieke en concrete aanleiding, later ook om druk te zetten tijdens bepaalde fase van onderhandelingen met werkgevers of overheid. 
Na de afschaffing van de wet-Le Chapelier (stakings- en vakbondsverbod) volgde een eerste (kleinere) stakingsgolf tussen 1868 en 1880. De oprichting van de Belgische Werkliedenpartij in 1885 zette druk op de ketel, maar bezorgde de Belgische arbeiders niet onmiddellijk een verbetering van hun omstandigheden en hun loon, die bij de slechtste waren.
De eerste grote staking met nationale invloed was de volksopstand in 1886. Deze spontane staking en rellen braken uit na het gewelddadige optreden van de rijkswacht tijdens een herdenking van de commune van Parijs. Zo goed als heel Wallonië lag plat en Vlaamse arbeiders steunden deze staking. 
De eerste staking die beide landsdelen platlegde was die van 1893. Volgens de Amerikaanse historicus Carl J. Strikwerda was deze staking de eerste algemene staking in Europa.

## Overzicht[2]
| Jaartal | Duur            | Naam                                     | Aantal stakers | Aanleiding                                                  | Gevolg |  |
| ------- | --------------- | ---------------------------------------- | -------------- | ----------------------------------------------------------- | --- |  |
| 1886    | 18 - 29 maart   | Volksopstand van 1886                    |                | Slechte arbeidsomstandigheden + repressie                   | Minstens 28 doden. Eerste sociale wetten + wet-Lejeune                                                                    |  |
| 1893    | 12 - 18 april   | Staking van 1893                         | 200.000        | Invoeren stemrecht                                          | 13 doden. Het meervoudig stemrecht werd ingevoerd (zie stemrecht in België).                                              |  |
| 1902    | 10 - 20 april   | Staking van 1902 en bloednacht in Leuven | 350.000        | Hervormen meervoudig stemrecht                              | 13 doden. Door de lage steun van de vakbonden tijdens de acties daalde hun leden aantal in de nasleep. Er wijzigde niets. |  |
| 1913    | 14 - 23 april   | Staking van 1913                         | 400.000        | Hervormen meervoudig stemrecht                              | Enkelvoudig stemrecht werd ingevoerd vanaf 1919                                                                           |  |
| 1932    | 7 juli -sept    | Staking van 1932                         |                | Gevolgen grote Depressie                                    | 2 doden |  |
| 1936    | 2 juni - 2 juli | Staking van 1936                         | 500.000        | Moord op Albert Pot en Theo Grijp                           | Betaalde vakantie, vakbondshervormingen, oprichting Nationale Arbeidsconferentie, eerste drie partijen overleg            |  |
| 1950    | 24 juli - 3 aug | Staking van 1950                         | 700.000        | Koningskwestie                                              | Minstens 4 doden. Leopold III deed troonsafstand.                                                                         |  |
| 1955    | 9 juli - juli   | Staking van 1955                         |                | 5-daagse werkweek                                           | Werkverzuim op zaterdagen. Invoeren 5-daagse werkweek in 1965.                                                            |  |
| 1960-61 | 20 dec - 23 jan | Staking van de Eeuw                      | 1.000.000      | Eenheidswet                                                 | 2 doden |  |
| 1982    | 8 feb           | Staking van 1982                         |                | Devaluatie frank en Soberheidsbeleid                        | geen gevolg |  |
| 1982    | nov + dec       | Staking van 1982                         |                | Eis looninlevering                                          | geen gevolg |  |
| 1983    | 9 - 23 sept     | Staking van 1983                         |                | Recessie                                                    | |  |
| 1986    | 31 mei          | Staking van 1986                         | 250.000        | Besparingsplannen overheid                                  | |  |
| 1993    | 15 nov + 26 nov | Staking van 1993                         |                | Hervorming loonindex                                        | enkele aanpassingen wet                                                                                                   |  |
| 2005    | 7 + 28 okt      | Staking van 2005                         |                | Generatiepact                                               | geen gevolg |  |
| 2011-12 | 22 dec + 30 jan | Staking van 2011-2012                    |                | Hervormingen pensioen                                       | |  |
| 2014    | 15 dec          | Staking van 2014                         | +120.000       | Beleid naar aanleiding van de Europese staatsschuldencrisis | geen gevolg |  |
| 2025    | 31 maart        | Staking van 2025                         |                | Sociaaleconomische besparingen van de regering-De Wever     | |  |